# Takayus lushanensis
Takayus lushanensis là một loài nhện trong họ Theridiidae.
Loài này thuộc chi Takayus. Takayus lushanensis được Chuandian Zhu miêu tả năm 1998.